# St. Rupert (Altenbuch)

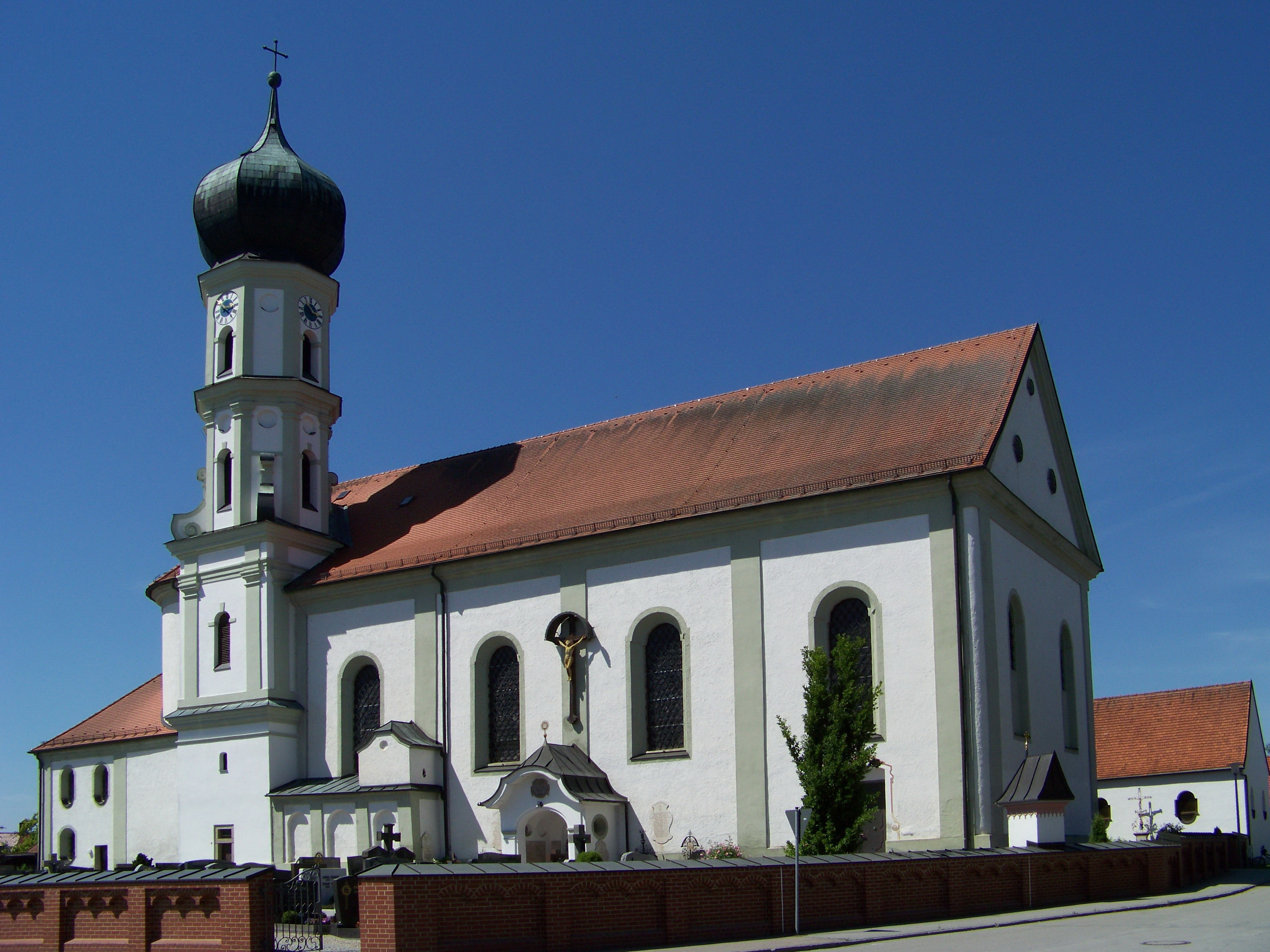
St. Rupert in Altenbuch

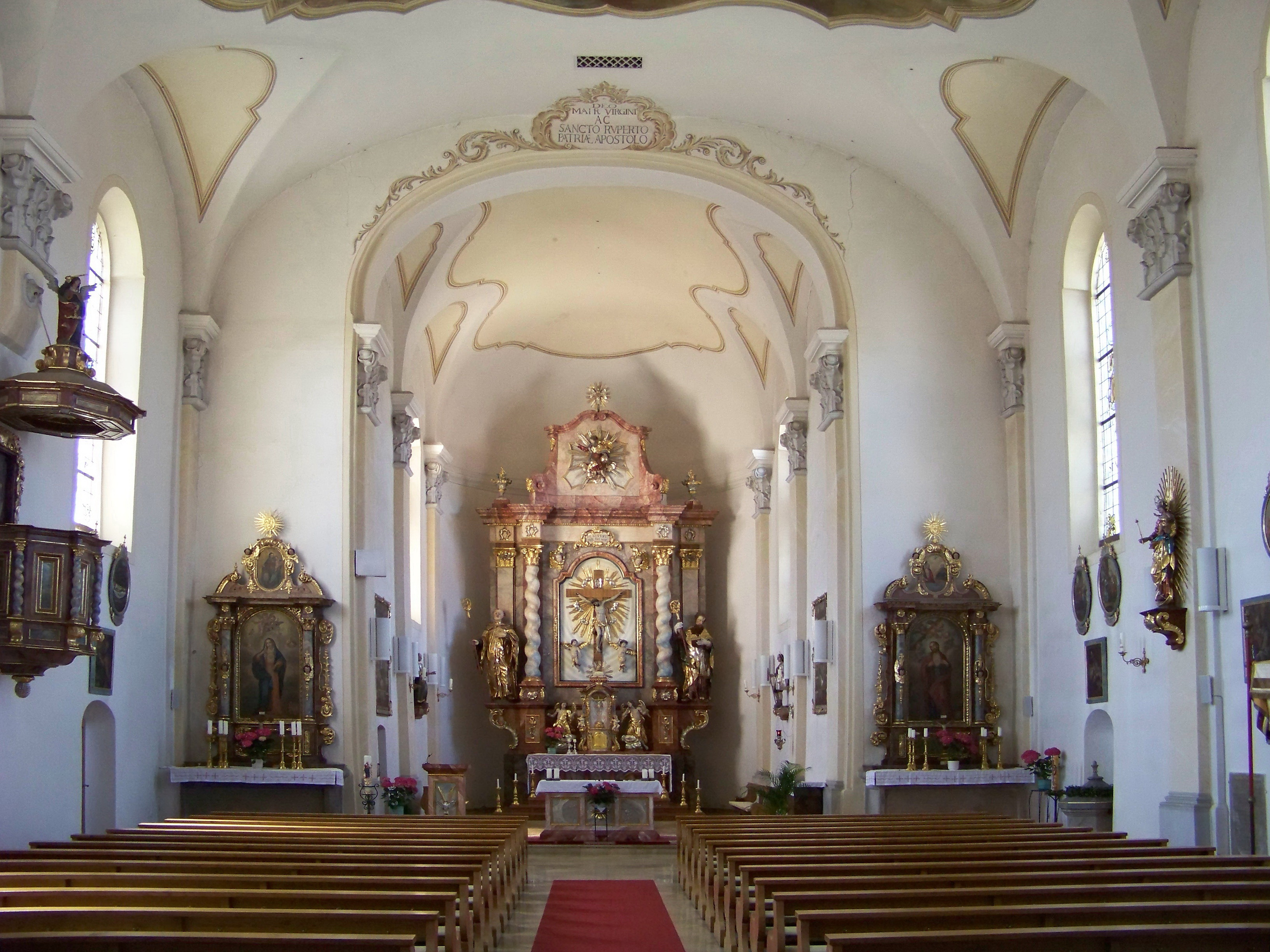
Innenraum

Die römisch-katholische Pfarrkirche St. Rupert steht in Altenbuch, einem Gemeindeteil des Marktes Wallersdorf im niederbayerischen Landkreis Dingolfing-Landau. Sie ist in der Liste der Baudenkmäler in Wallersdorf unter der Nr. D-2-79-137-13 eingetragen. Die Kirche gehört zum Dekanat Dingolfing-Eggenfelden im Bistum Regensburg.

## Beschreibung
St. Rupert wurde als barocke Saalkirche in den Jahren 1764 bis 1767 erbaut. Sie besteht aus dem einschiffigen Langhaus zu vier Jochen, dem eingezogenen, halbkreisförmig geschlossenen Chor zu zwei Jochen im Westen und einem Chorflankenturm auf quadratischem Grundriss an der Südwand des Chors. Die Sakristei ist im Westen des Chors angebaut. In ihrem Obergeschoss befindet sich ein Oratorium. Der Turm wurde mit zwei achteckigen Geschossen aufgestockt und 1932 mit einer Zwiebelhaube bedeckt. Der Innenraum ist mit einem Tonnengewölbe überspannt. Im Osten ist eine zweistöckige Empore eingebaut. Ein 1953 freigelegtes Deckenfresko von Felix Hölzl (1725–1774), Straubing, aus dem Jahr 1774 zeigt die Taufe Herzog Theodos durch Bischof Rupert von Salzburg.
Mittelpunkt des reich mit Gold verzierten Hochaltars ist zwischen gewendelten Säulen ein großes Kruzifix in einem Strahlenkranz, begleitet von zwei kleinen Engeln, darunter beziehungsweise über dem Tabernakel das Lamm Gottes auf dem Buch mit sieben Siegeln. An den Seiten des Altars links und rechts stehen überlebensgroße Statuen des heiligen Rupert und des heiligen Leonhard von Limoges.
Die Seitenaltäre stammen aus dem 17. Jahrhundert. Beide sind im Stil des Barock mit Knorpelwerkdekor gestaltet. Auf dem Altarblatt des linken Altars ist die Gottesmutter als Herz Mariä dargestellt, ein Bild, in dem sie die rechte Hand über das von Strahlen umgebene Herz hält. Über ihr schweben scheinbar spielende Engel. Das Altarblatt rechts zeigt das Herz Jesu, wie es die Ordensfrau Margareta Maria Alacoque zwischen 1673 und 1675 in ihren Visionen sah und wie Christus oft gemalt oder skulptiert wird. Im Gemälde in St. Rupert halten über Christus schwebende Engel das Kreuz, an dem er starb.

## Orgel

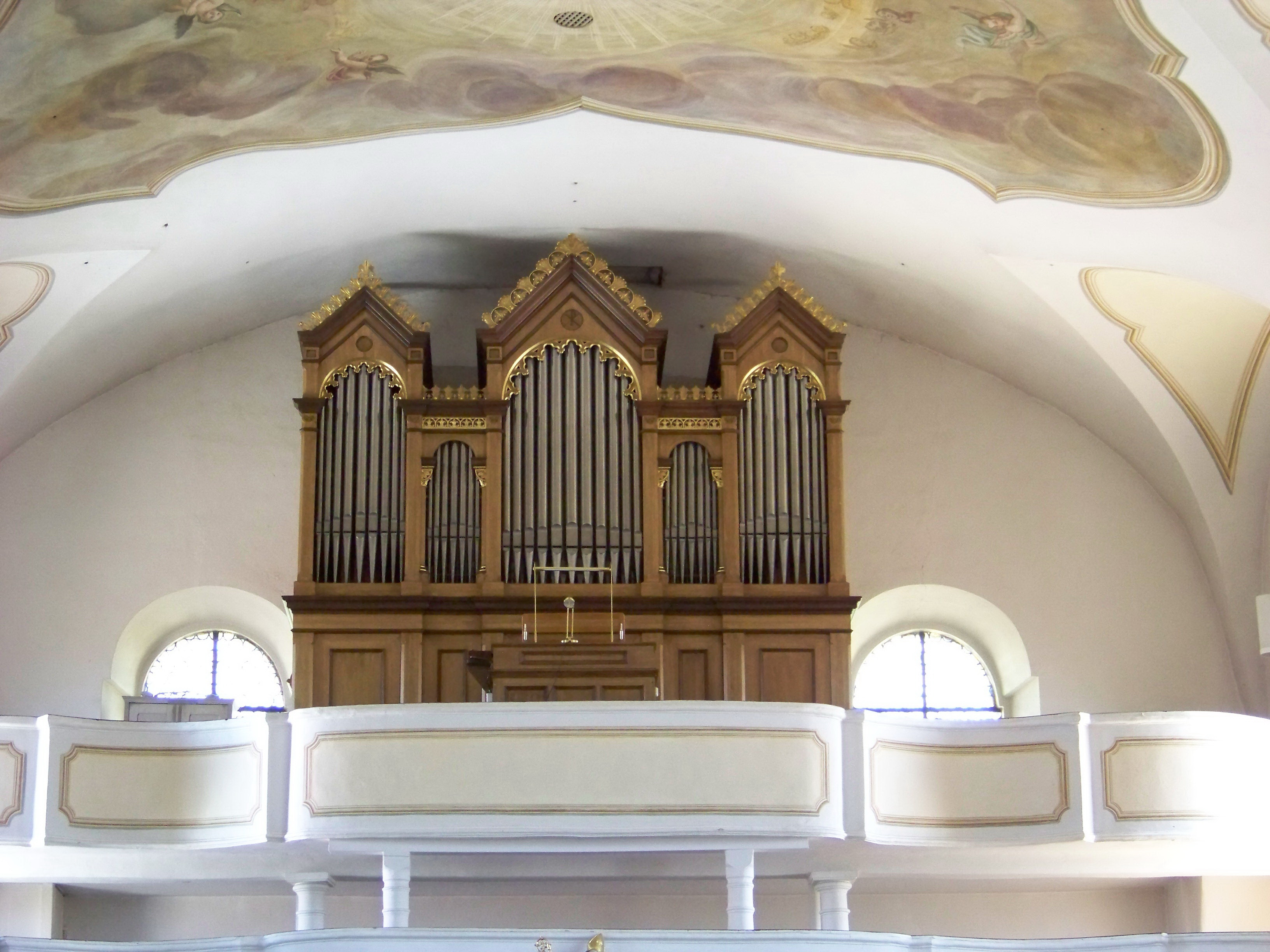
Orgel

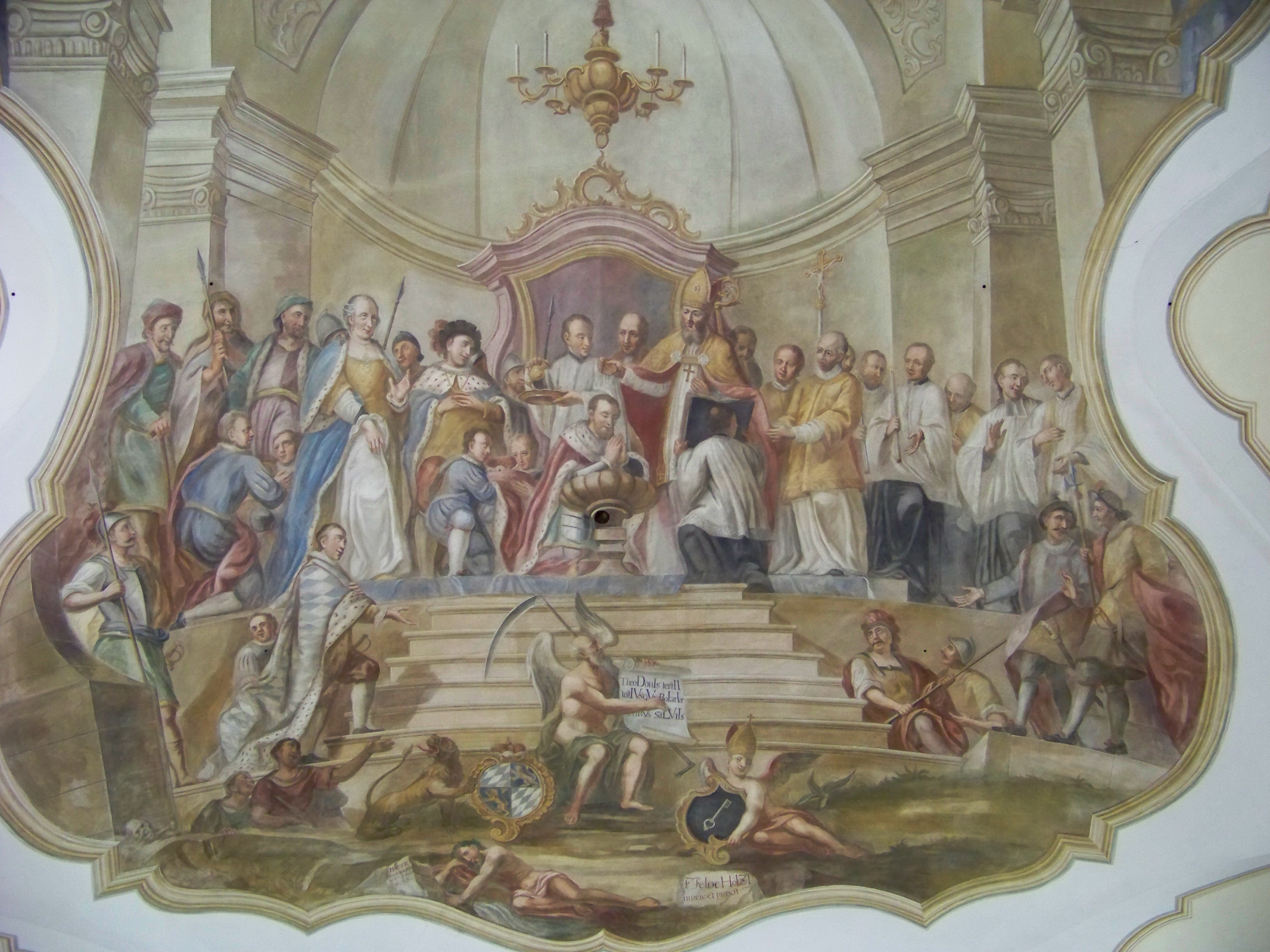
Felix Hölzl: Taufe Herzog Theodos

Die Orgel auf der oberen Empore wurde von 1889 von Ludwig Edenhofer gebaut. Sie hat 14 Register, verteilt auf zwei Manuale und Pedal. Die Disposition des rein mechanischen Kegelladen-Instruments lautet:
| I Manual C–f3 |     |
| Bourdon       | 16′ |
| Principal     | 08′ |
| Tibia         | 08′ |
| Gamba         | 08′ |
| Gedackt       | 08′ |
| Octave        | 04′ |
| Mixtur III    | 02′ |

| II Manual C–f3  |    |
| Geigenprincipal | 8′ |
| Gedeckt         | 8′ |
| Salizional      | 8′ |
| Salizet         | 4′ |

| Pedal C–d1   |     |
| Subbaß       | 16′ |
| Violon       | 16′ |
| Principalbaß | 08′ |

- Koppeln: II/I, I/P
- Spielhilfen: Tritte für Forte und Fortissimo